# Saint-Barthélemy-de-Séchilienne
Saint-Barthélemy-de-Séchilienne település Franciaországban, Isère megyében. Lakosainak száma 424 fő (2022. január 1.). Saint-Barthélemy-de-Séchilienne Saint-Pierre-de-Mésage, Séchilienne, Vizille, Cholonge, Laffrey, Livet-et-Gavet és La Morte községekkel határos.

## Népesség
A település népessége az elmúlt években az alábbi módon változott:
| Lakosok száma | 361  | 525  | 635  | 449  | 484  | 454  | 433  | 430  | 428  | 424  |
|               | 1968 | 1982 | 1990 | 2006 | 2013 | 2015 | 2017 | 2019 | 2020 | 2022 |